# Jančani
Jančani – wieś w Chorwacji, w żupanii karlowackiej, w gminie Bosiljevo. W 2011 roku liczyła 26 mieszkańców.